# 日本とタジキスタンの関係
日本とタジキスタンの関係（にほんとタジキスタンのかんけい、ロシア語: Таджикистанско-японские отношения、英語: Japan–Tajikistan relations）では、日本とタジキスタンの関係について概説する。国交樹立以来、地理的には離れていながらもODAを通して交流が続いている。

## 両国の比較
|             | タジキスタン               | 日本                           | 両国の差                      |
| ----------- | -------------------------- | ------------------------------ | ----------------------------- |
| 人口        | 932万1018人（2019年）      | 1億2626万人（2019年）          | 日本はタジキスタンの約13.5倍  |
| 国土面積    | 14万3100km²                | 37万7972 km²                   | 日本はタジキスタンの約2.6倍   |
| 首都        | ドゥシャンベ               | 東京都                         |                               |
| 最大都市    | ドゥシャンベ               | 東京都区部                     |                               |
| 政体        | 共和制                     | （民主制）議院内閣制           |                               |
| 公用語      | タジク語 ロシア語          | 日本語（事実上）               |                               |
| 国教        | なし                       | なし                           |                               |
| GDP（名目） | 81億1662万米ドル（2019年） | 5兆819億6954万米ドル（2019年） | 日本はタジキスタンの約626.1倍 |
| 地図        |                            |                                |                               |

## 歴史

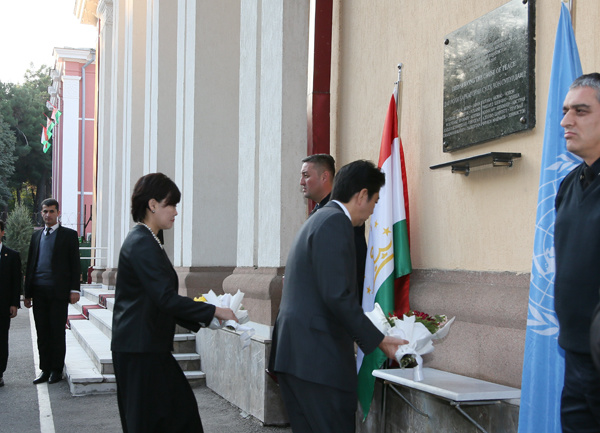
慰霊碑に献花する安倍晋三（2015年10月）

タジキスタンがソビエト連邦から独立すると、1991年12月28日に日本はカザフスタンやキルギスなどと同時に国家承認した。1992年2月2日には外交関係が樹立され、やや遅れて2002年1月16日には在タジキスタン日本国大使館（駐在官事務所）がドゥシャンベに開館した。東京には2007年11月28日に在日タジキスタン大使館が開設。
1998年7月20日、タジキスタン内戦収拾のため派遣されていた国連タジキスタン監視団に政務官として参加した秋野豊が、ドゥシャンベ東方の山岳地帯を走行中に武装集団による襲撃に遭い、同乗者とともに射殺される事件が発生している。その後、秋野の遺志を継承し「秋野豊ユーラシア基金」が設立されてドゥシャンベの国際連合開発計画タジキスタン事務所内には秋野を始めとした国連タジキスタン監視団犠牲者の慰霊碑が建立されたほか、2018年には没後20年シンポジウムが開かれ両国の和平構築に尽力した事に対し河野太郎外務大臣（当時）が改めて敬意を表している。
同じ1998年8月にはキルギス共和国バトケン州にて邦人鉱山技師が誘拐される「キルギス日本人誘拐事件」が起きたが、これは本来タジキスタンやウズベキスタンで主に活動する武装勢力「ウズベキスタンイスラム運動（IMU）」が国境を越えて起こしたものであった。キルギスの首都ビシュケクには現地対策本部が置かれ、隣国であるウズベキスタンやタジキスタンにも協力要請が行われている。その結果、当時在ウズベキスタン日本国大使館の参事官を務めていた高橋博史は、タジキスタンの仲介で武装勢力に接触、10月に邦人鉱山技師は解放されている。

## 要人往来

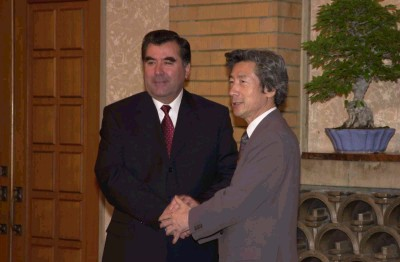
小泉純一郎は総理官邸でラフモノフ・タジキスタン大統領と首脳会談を行った。（2001年5月）

2001年5月、2003年3月、2018年10月にエモマリ・ラフモン大統領が訪日し、それぞれ当時内閣総理大臣であった小泉純一郎や安倍晋三と日本で首脳会談を実施。アフガニスタン問題や北朝鮮核問題、安保理改革などで意見交換がなされたほか、2001年には「日本国とタジキスタン共和国の友好と協力に関する共同声明」、2018年にはその発展形である「日本とタジキスタン共和国との間の新たなパートナーシップの一層の深化及び拡大に関する共同声明」が署名され、経済・科学技術・教育・人材育成・文化など様々な分野で交流と協力を緊密化していく方針が打ち出された。一方、日本側からは2015年10月に安倍晋三総理大臣（当時）がタジキスタンを訪問し、より一層の支援と交流、互いの地域情勢についてが話し合われたほか、秋野豊の慰霊碑に献花も行われている。

## 経済・文化
貿易関係は日本の大幅な黒字となっており、その内訳は対タジキスタン輸出21.7億円、対タジキスタン輸入1.6億円となっている。輸出の主要品目は電気機器、自動車などで、輸入の主要品目は植物性原材料などである。経済援助も2018年までの累計で440億円を突破しており、日本は米国、スイス、ドイツに次ぐタジキスタン主要援助国である。また、援助は物質的なものに留まらず、タジキスタンは独立以後内戦状態に陥った事で他の中央アジア諸国と比べ市場経済化が出遅れていたことから、国際協力機構などを通し現在まで日本が市場経済化促進のための協力を行っている。
文化的交流としては、日本からタジキスタンに空手道場や柔道場の整備、大学における日本語教育の機材整備などのために多額の支援がなされている。日本は先端技術や武道の国として比較的好意的に認識されていたが、中国・韓国の台頭や日本との経済的・文化的関係の希薄さから、社会における日本語のニーズは低く、日本語学習者数も限定的である。

## 外交使節

### 駐日タジキスタン大使
| 代 | 氏名                                             | 在任期間        | 備考                                                                 |
| -- | ------------------------------------------------ | --------------- | -------------------------------------------------------------------- |
| 1  | サイドフ・ダブラタリ・ショマフマドビッチ         | 2007年 - 2010年 | 特命全権大使 信任状捧呈は12月3日 初代 エモマリ・ラフモン大統領の親族 |
| 2  | ボボゾダ・グロムジョン・ジュラ                   | 2010年 - 2015年 | 特命全権大使 信任状捧呈は2月22日                                     |
| 3  | ハムロホン・ザリフィ                             | 2015年 - 2018年 | 特命全権大使 信任状捧呈は12月9日 外務大臣経験者                      |
| 4  | ミルゾシャリフ・ジャロロフ・アソムッディノヴィチ | 2018年 - 2024年 | 特命全権大使 信任状捧呈は12月26日                                    |
|    | アフメドワ・ウメダ                               | 2024年          | 臨時代理大使                                                         |
| 5  | サリム・ファルホド                               | 2024年 -        | 特命全権大使 信任状捧呈は7月18日                                     |